# فيجاي ماليا
فيجاي ماليا (ولد في 18 ديسمبر 1955) هو ملياردير هندي وعضو في البرلمان. في عام 2008 صنف في قائمة أغنياء العالم في المركز 162، أو في المركز 41 بالنسبة للهند، حيث بلغت ثروته 1.2 مليار دولار أمريكي.
فيجاي ماليا هو رئيس مجموعة يونايتد برويريز (United Breweries) المتخصصة في إنتاج المشروبات الكحولية، وهو أيضاً رئيس شركة الطيران كينجفيشر (Kingfisher). يمتلك مجموعة من الفنادق والسيارات، بالإضافة إلى فريق الفورمولا 1 فورس إنديا (Force India)، ونادي كريكيت يلعب في الدوري الهندي الأول وهو رويال تشالنجرز بانغالور (Royal Challengers Bangalore)، ويمتلك يخت يسمى "الإمبراطورة الهندية"، يعد أحد أكبر اليخوت في العالم.